# Joseph Victor Widmann
Joseph Victor Widmann (Nennowitz, 1842. február 2. — Bern, 1911. november 6.) svájci német költő, író, 
esszéista. Álneve: Messer Lodovico Ariosto Helvetico. 

## Életpályája
Apja lelkész volt, akivel 1845-ben Svájcba ment és ott nevelkedett, Bázelben járt iskolába. Egyetemi tanulmányait 1862—1865-ben Bázelben, Heidelbergben és Jénában végezte. 1866-tól orgonista és zeneigazgató volt Liestalban, 1867-től káplán Frauenfeldben, 1868—70-ben a felsőbb leányiskola igazgatója Bernben. Ezután 1880-tól a berni Bund című napilap tárcarovatának szerkesztőjeként dolgozott. Widmann a legtehetségesebb svájci költők egyike volt, idealisztikus irányú, kedves egyéniségű író; különösen drámáiban bizonyította be kiváló képességét és nemes pátoszát. Lírai, elbeszélő verseket és drámákat, valamint több operaszöveget is írt, pl. A makrancos hölgy Shakespeare után (zenéjét irta Götz).

## Művei
- Der geraubte Schleier (drámai mese, 1864)
- Schwank Erasmus von Rotterdam (Winterthur, 1865)
- Iphigenie in Delphi ('Iphigénia Delphiben', dráma, 1865)
- Arnold von Brescia (szomorújáték, 1867)
- Orgetorix (szomorújáték, 1867)
- Buddha (1869)
- Der Wunderbrunnen von Is (1872)
- Komödie (1873)
- Mose und Zipora (idill, 1874)
- An den Menschen ein Wohlgefallen (1877)
- Die Königin des Ostens ('A Kelet királynője', színjáték, 1878)
- Oenone (1880)
- Rektor Müslins italienische Reise (1881)
- Aus dem Fasse der Danaiden ('A Danaidák korsójából', regény, 1884)
- Der Redacteur (1884)
- Die Patrizierin (1888)
- Spaziergänge in den Alpen (1885)
- Jenseits des Gotthard (1888)
- Gemüthliche Geschichten (1892)
- Touristennovellen (1892)
- Jenseits von Gut und Böse (Nietzsche tanai ellen, első előadása Berlin, 1893 november)
- Der greise Paris ('Az agg Párisz', novellák, 1895)
- Maikäfer-Komödie ('Cserebogár-komédia', 1897)
- Aus dem andern Weltteil ('A másik világrészből', elbeszélések, 1906)
- Der Gorilla ('A gorilla', elbeszélés, 1912)
- Doktor Wilds Hochzeitsreise ('Wild doktor mézeshetei', elbeszélés, 1923)